# Gemini (banda)
Gemini foi uma banda portuguesa da década de 70.

## História
Tozé Brito, Mike Sergeant, Teresa Miguel e Isabel Ferrão formaram os Gemini em 1976, após o fim dos Green Windows. Mais tarde, juntou-se ao grupo Jorge Hipólito, técnico de som dos Green Windows.
Lançam o single Pensando em ti em fins de 1976. No mesmo ano, Tozé Brito foi considerado o compositor português do ano para a revista Billboard.
Em 1977 participam no Festival RTP da Canção com o tema Portugal no Coração. O certame, subordinado ao mote As Sete Canções da TV, implicava que a mesma canção fosse interpretada em duas versões. O tema acabaria por vencer o concurso mas na versão do grupo Os Amigos. Foi lançado um single com "Portugal no coração" (de Ary dos Santos e Fernando Tordo) e "Cantiga de namorar" (de Ary dos Santos e Paulo de Carvalho, os dois temas gravados também por Os Amigos.
Foi editado o álbum Pensando em ti, com os temas Pensando em ti, 1920, Viver de pé, Dizer sempre nós, Pequenas coisas, O encontro, Portugal no coração, Quando ontem partiste, Cantiga de namorar, Lembranças e Despedida.
Nesse ano, Isabel Ferrão saiu do grupo e juntou-se a ex-Green Windows, Fátima Padinha. Foi lançado o single Uma flor à janela. Um single de natal, É Natal, feliz Natal, foi editado em Dezembro de 1977.
No Festival RTP da Canção de 1978, participaram apenas três interpretes com quatro canções cada. Dai-li, dai-li dou, O circo e a cidade, Ano novo é vida nova e Tudo vale a pena foram as canções defendidas pelos Gemini. Venceram o festival com Dai-li, dai-li-dou, da autoria de Carlos Quintas e Vitor Mamede.
No Festival da Eurovisão, realizado em Paris, conseguiram apenas 5 votos, ficando em 17º lugar.
O álbum Dai li dou - Os Gemini na Eurovisão inclui os temas Dai li dou, Valsa pobre, S.O.S. igual a sós, O tempo e o nada, Ano novo é vida nova, Disneylândia, O.V.N.I., O circo e a cidade, Uma geração, 1940, Tudo vale a pena e Na hora de partir.
Em 1979, foi ainda lançado o single Quero abraçar-te Sexta-feira à noite. O banda dissolveu-se nesse ano após Tozé Brito ter sido convidado para A & R da Polygram. As duas cantoras integraram as Doce e Mike Sergeant entrou para a formação de José Cid com quem ainda colabora.

## Discografia

### LP's
- Pensando em ti (1977)
- Dai li dou (1978)
- Os maiores êxitos dos Gemini (1979)

### Singles
- Pensando em ti / Pequenas coisas (Polygram, 1976)
- Portugal no coração / Cantiga de namorar (Polygram, 1977)
- Uma flor à janela / Vidas fáceis (Polygram, 1977)
- É Natal, feliz Natal / Natal de um homem só (Polygram, 1977)
- O circo e a cidade / Ano novo é vida nova (Polygram, 1978)
- Dai li dou / Gente lá da minha rua (Polygram, 1978)
- Dancemos juntos / O tempo e o nada (Polygram, 1978)
- Quero abraçar-te Sexta-feira à noite (Polygram, 1979)